# Registro Sanitario Industrial
El Registro Sanitario Industrial (RSI) es el órgano administrativo de la legislación española (contenida en el Real Decreto 191/2011) en el que se han de inscribir todas las industrias y establecimientos dedicadas a la alimentación, situadas en territorio nacional. El Registro Sanitario Industrial es un registro de empresas y productos centralizado y de carácter nacional, aunque está gestionado por las autoridades sanitarias de las diferentes comunidades autónomas de España.
El número de RSI es un código numérico que identifica, en España, a la empresa frente a las autoridades sanitarias del país. Se puede consultar la información de registro a través de la página web de la Agencia Española de Seguridad Alimentaria y Nutrición (AESAN)
Las industrias y establecimientos que deben inscribirse obligatoriamente en el registro sanitario son:
- a) De productos alimenticios y alimentarios para el consumo humano.
- b) De sustancias y materiales en contacto con alimentos.
- c) De detergentes, desinfectantes y plaguicidas para la industria alimentaria.